# 313
| Calendário gregoriano                                                        | 313 CCCXIII                     |
| Ab urbe condita                                                              | 1066                            |
| Calendário arménio                                                           | -239 – -238                     |
| Calendário bahá'í                                                            | -1531 – -1530                   |
| Calendário budista                                                           | 857                             |
| Calendário chinês                                                            | 3009 – 3010                     |
| Calendário copta                                                             | 29 – 30                         |
| Calendário etíope                                                            | 305 – 306                       |
| Calendários hindus - Vikram Samvat - Calendário nacional indiano - Cáli Iuga | 368 – 369 234 – 235 3413 – 3414 |
| Calendário Holoceno                                                          | 10313                           |
| Calendário islâmico                                                          | 319 BH – 318 BH                 |
| Calendário judaico                                                           | 4073 – 4074                     |
| Calendário persa                                                             | 309 BP – 308 BP                 |
| Calendário rúnico                                                            | 563                             |
| Calendário solar tailandês                                                   | 856                             |

313 (CCCXIII na numeração romana) foi um ano comum do século V do Calendário Juliano, da Era de Cristo, teve início a uma quinta-feira  e terminou também a uma quinta-feira, a sua letra dominical foi D (53 semanas)
| Ano completo                        |
| ----------------------------------- |
| Ano comum com início à quinta-feira |

## Eventos
- Fevereiro — Conferência de Milão.
- Constantino decreta o Édito de Milão, com o qual termina a perseguição movida contra os Cristãos, pelo Império Romano.
- 30 de abril — Batalha de Tzíralo: Licínio vence Maximino Daia e  torna-se imperador do Império Romano do Oriente.
- 2 de outubro — Sínodo de Latrão: o donatismo é declarado como heresia pelo Papa Milcíades.

## Nascimentos
- São Cirilo de Jerusalém — bispo da Igreja de Jerusalém entre 350 e 386 com várias interrupções  (m. 386).

## Mortes
- Julho ou agosto — Maximino Daia: imperador romano entre 308 e 313  (n. 270).
- Santo Acisclo — mártir cristão de Córdova.
- Áquila de Alexandria — Papa de Alexandria entre 312 e 313.